# Eulamprus heatwolei
Eulamprus heatwolei là một loài thằn lằn trong họ Scincidae. Loài này được Wells & Wllington mô tả khoa học đầu tiên năm 1983.

## Hình ảnh

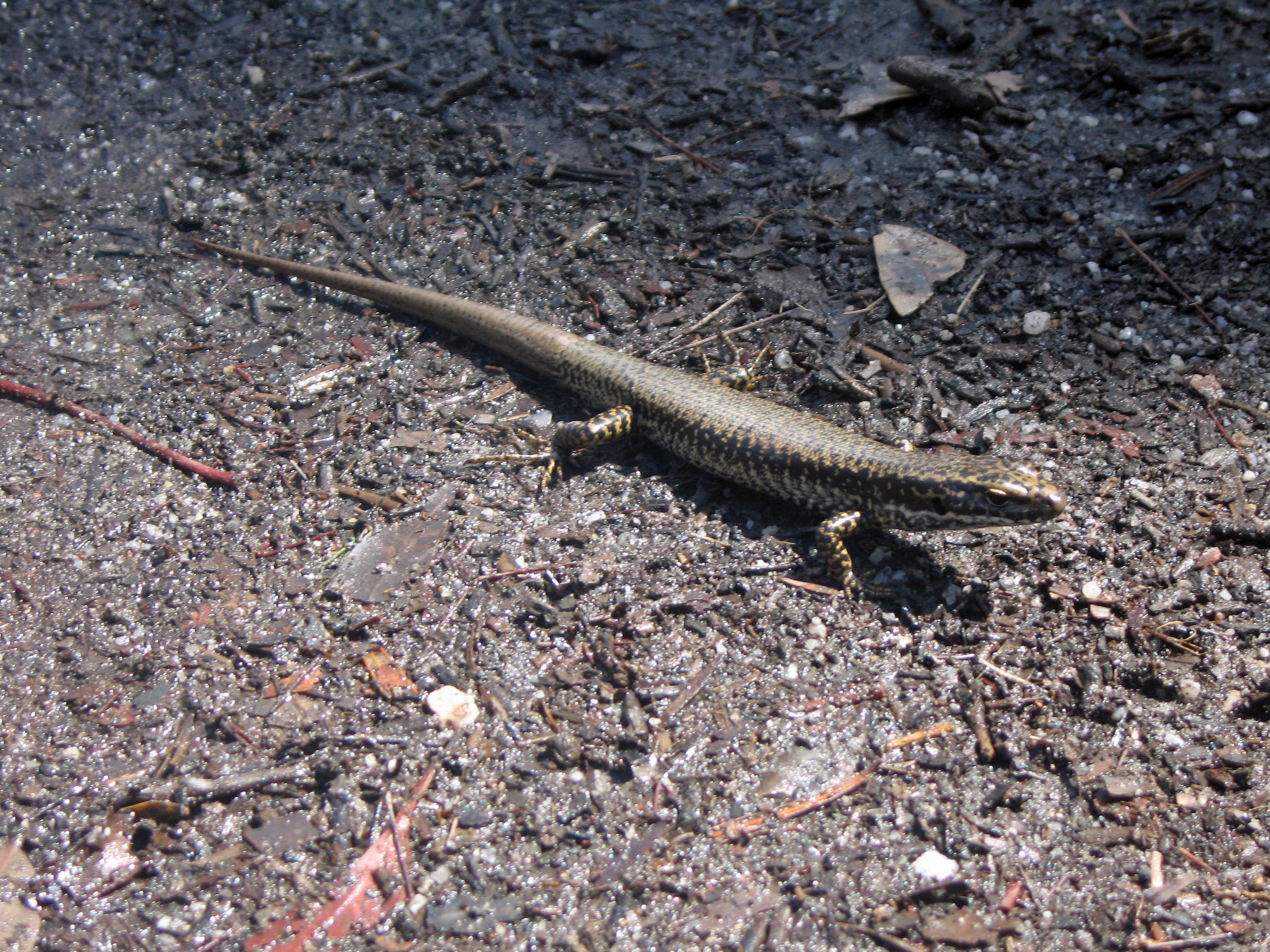
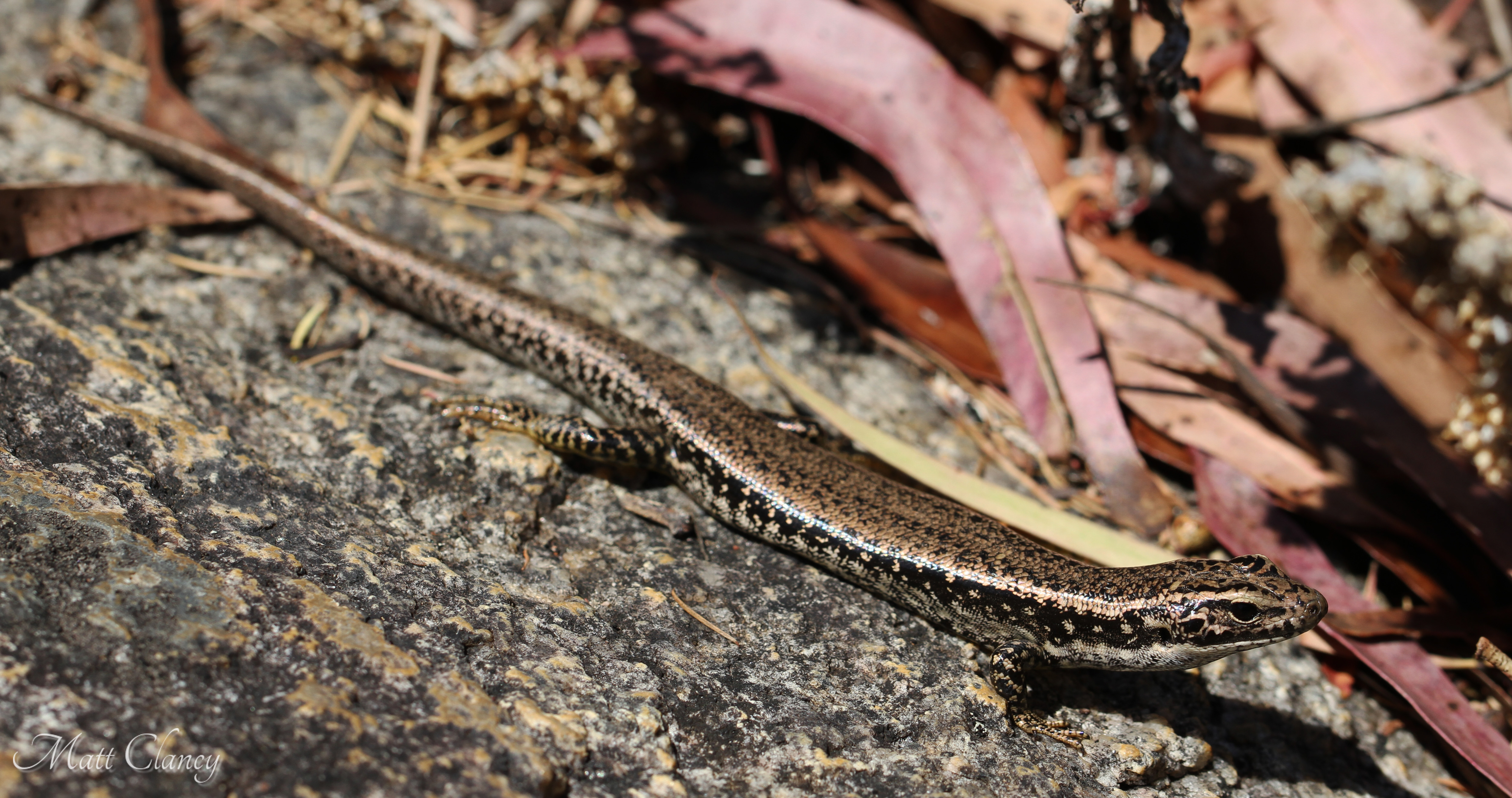